# Cyriel Debrabandere
Cyrille Gustaphe Debrabandere (Marke, 30 september 1860 – Kortrijk, 26 februari 1943) was burgemeester van Marke van 1922 tot 1941.
Vanaf 1887 was hij brouwer in de Marktstraat. In 1937 nam zijn zoon Alfred Debrabandere de brouwerij over. Alfred Debrabandere was daarnaast ook burgemeester van Marke van 1947 tot 1957. Cyriel Debrabandere was stichter en voorzitter van de koninklijke Sint-Jansfanfare van Marke.